# Mariansleigh
Mariansleigh – wieś i civil parish w Anglii, w hrabstwie Devon, w dystrykcie North Devon. W 2001 miejscowość liczyła 155 mieszkańców.